# Arbane

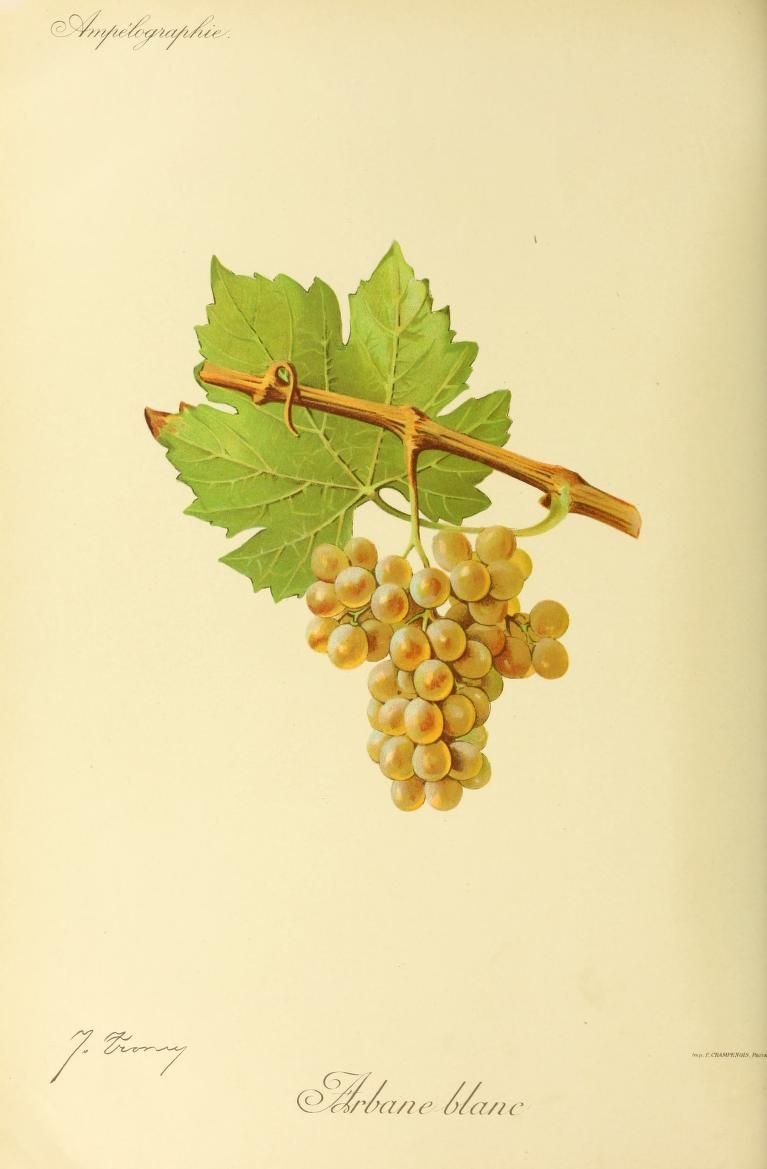
Zeichnung der Weißweinsorte Arbane

Arbane ist eine Weißweinsorte, die aus Frankreich stammt, wo sie zu den autochthonen Sorten im Bereich Bar-sur-Aube innerhalb des Weinbaugebiets Champagne zählt. Sie war dort im 19. Jahrhundert noch weit verbreitet und ist aus historischen Gründen noch für den Ausbau von Champagner zugelassen, spielt jedoch mengenmäßig nur noch eine unbedeutende Rolle.
Aufgrund ihrer späten Reife beansprucht sie die besten Lagen, erbringt aber in guten Jahren einen sehr guten und alkoholreichen Wein. Aufgrund ihres Nachteils ist offiziell nur noch ca. 1 Hektar an der Côte-de-Bar und in Venteuil im Marnetal mit Arbane bestockt und wird kaum noch neu angepflanzt. Andere sprechen von 2 Hektar und einigen Champagnerhäusern (die Quelle hier nennt mindestens 7), die noch oder wieder mit den alten Sorten wie Arbane arbeiten. Arbane ist eine Varietät der Edlen Weinrebe (Vitis vinifera). Sie besitzt zwittrige Blüten und ist somit selbstfruchtend. Beim Weinbau wird der ökonomische Nachteil vermieden, keinen Ertrag liefernde, männliche Pflanzen anbauen zu müssen.
Ausgehend von den Pionieren Aubry im Norden und vom Champagnerhaus Moutard, sowie dem Winzer (RM) Noël Leblond-Lenoir im Süden der Champagne, die die alten Sorten wieder belebt haben seit ca. 1990, wird auch Arbane – auf einer nach wie vor extrem kleinen Anbaufläche – wieder von einigen Winzern verwendet. Sortenrein wird Arbane nur noch vom Champagnerhaus Moutard-Diligent (= Moutard, Pére et fils) und von der Winzerfamilie Noël Leblond-Lenoir, beide in Buxeuil an der Côte-de-Bar, von Moutard, als „Vieilles Vignes Cépage Arbane“ und von Noël Leblond-Lenoir als Cuvée Arbane ausgebaut. Arbane ist dort zudem im Champagner „Cuvée des 6 Cépage“ enthalten.
Das Champagnerhaus Aubry in Jouy-lès-Reims erzeugt seit Anfang der 1990er-Jahre eine Cuvée aus den drei Rebsorten Petit Meslier, Arbane und Pinot Blanc (hier häufig Pinot blanc vrai genannt, um eine Abgrenzung zum sehr ähnlichen Chardonnay zu schaffen). Seit 2007 produziert das Champagnerhaus Drappier in Urville eine Cuvée „Quattuor IV, Blanc de quatre blancs“ aus je 25 % Petit Meslier, Arbane, Pinot Blanc vrai und Chardonnay. Laherte erzeugt mit „Les 7“ eine Cuvée aus allen 7 zugelassenen Champagnersorten. In 2008 produzierte Olivier Horiot eine Cuvèe „5 Sens“ u. a. mit Arbane, seit 2009 Agrapart & fils ebenfalls, die 2013 in den Verkauf kam. Ein weiterer Anbieter mit einem Champagner „BAM!“, der neben 64 % Petit Meslier und 18 % Pinot blanc auch 18 % Arbane enthält, ist Tarlant.
Als Mutationen gibt es auch eine rosabeerige Arbane Rouge und eine dunkelbeerige Arbane Noir.
Siehe auch den Artikel Weinbau in Frankreich sowie die Liste von Rebsorten.

## Synonyme
Die Rebsorte Arbane ist auch unter den Namen Albane, Arbane blanc, Arbane du Bachet, Arbanne oder Arbanne blanche, Arbenne oder Arbenne blanc, Arbone oder Arbonne, Crène, Crénillat und Darbanne bekannt.